# Deutsch-indonesische Beziehungen
Die Außenpolitik sowohl in Indonesien als auch in Deutschland begrüßen interkontinentale Beziehungen, so bestehen seit 1952, sieben Jahre nach der indonesischen Unabhängigkeitserklärung, bilateral-diplomatische Beziehungen zwischen der Bundesrepublik Deutschland und der Republik Indonesien. Seitdem erweiterten sich die Kooperationsgebiete beider Länder über weit gefächerte Bereiche in Politik, Wirtschaft, Kultur und Bildung.
Die Republik Indonesien leitet in Deutschland zahlreiche Vertretungen. Die Botschaft der Republik Indonesien in Berlin, zwei Generalkonsulate in Frankfurt am Main und Hamburg und zwei Honorarkonsule in Stuttgart und Kiel. Deutschland verfügt in der Republik Indonesien über eine Botschaft in Jakarta, und 3 Honorarkonsule in Medan, Sanur und Surabaya.
Die wichtigsten Bereiche der deutsch-indonesischen Zusammenarbeit sind Klimaschutz, nachhaltige Entwicklung, Förderung der Privatwirtschaft und gute Regierungsführung.

## Ursprung der Beziehungen
Der Kontakt zwischen Deutschland und Indonesien besteht seit dem 16. Jahrhundert. Indonesien war damals zu großen Teilen eine portugiesische Kolonie, die aus mehreren versprengten Königreichen bestand. Bereits im Jahre 1509 erschienen erste Bücher in deutscher Sprache, welche von Inseln und Städten innerhalb des indonesischen Raumes berichteten. Verfasst wurden diese Bücher von den ersten Deutschen, die ihren Weg durch Expeditionen in die Gebiete des heutigen Indonesiens fanden. Seitdem gibt es mehrere schriftliche Zeugnisse von Kontakten zwischen dem damaligen Europa und dem damaligen Kolonialstaat Indonesien. Erste wirtschaftliche Kontakte lassen sich auf das 19. Jahrhundert zurückführen. So war Siemens bereits 1861 mit einer ersten Außenstelle in Surabaya aktiv und mit der Errichtung des ersten deutschen Konsulats 1872 kam es auch schon zu ersten politischen Annäherungen. Erst seit dem Jahr 1952 und mit der Errichtung der Botschaft in Jakarta und der Indonesischen Botschaft in Bonn ein Jahr später schafften beide Länder erste bilateral-diplomatische Beziehungen.  1954 wurde das Generalkonsulat der DDR in Jakarta eingerichtet, das 1972 in eine Botschaft umgewandelt wurde.

## Politische Beziehungen

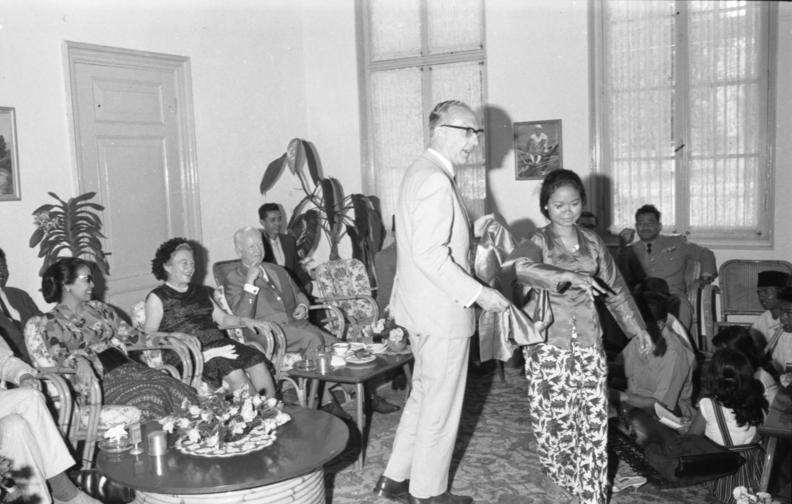
Staatsbesuch des ehemaligen Bundespräsidenten Heinrich Lübke in Indonesien 1963

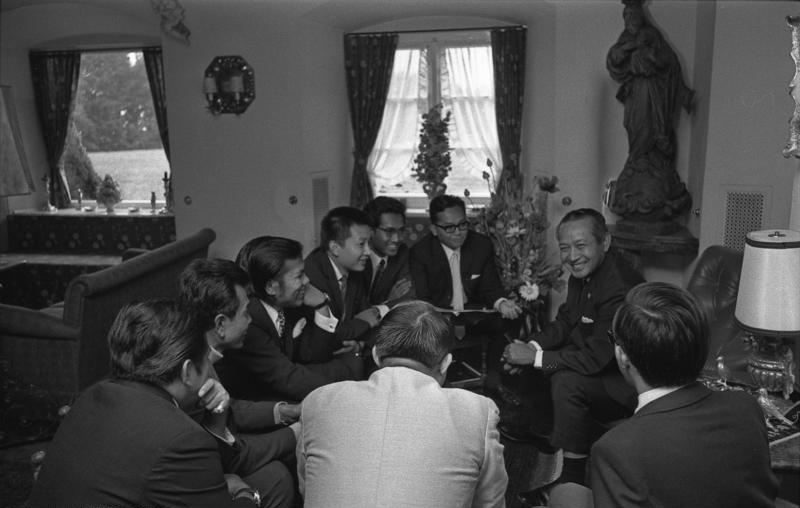
Staatsbesuch des damaligen indonesischen Präsidenten Suharto in Deutschland 1970

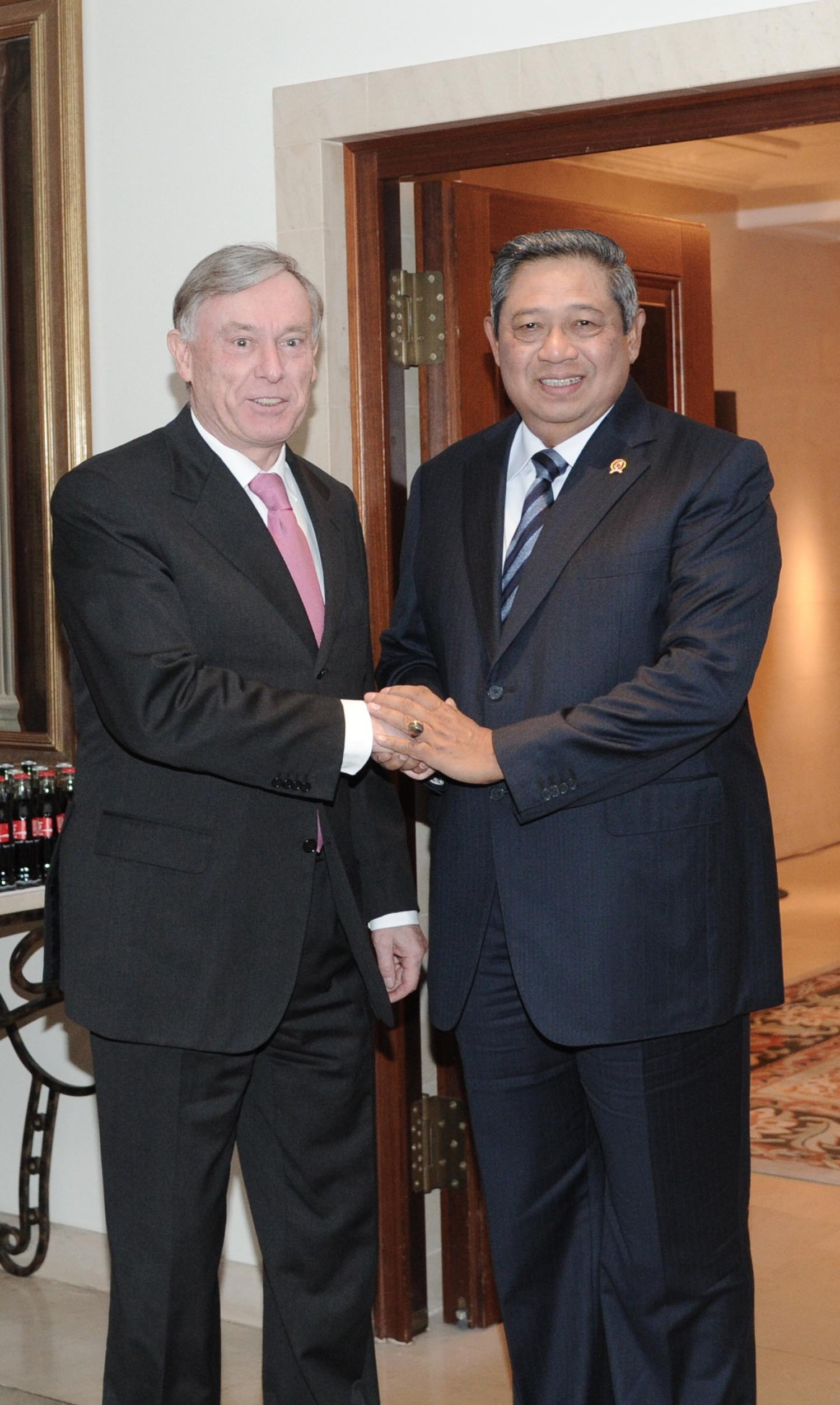
Der ehemalige deutsche Bundespräsident Horst Köhler mit dem ehemaligen indonesischen Staatspräsidenten Susilo Bambang Yudhoyono 2013

Die seit 1952 etablierten diplomatischen Beziehungen zwischen Indonesien und Deutschland konnten sich bis in die Gegenwart halten und entwickeln. Das Interesse am Austausch beider Staaten wächst stetig. Eine Vielzahl namhafter deutscher Politiker wie der ehemalige Bundespräsident Christian Wulff, der ehemalige Bundesaußenminister Guido Westerwelle und der ehemalige Bundesaußenminister Frank-Walter Steinmeier haben erfolgreich den Kontakt in Indonesien gesucht und haben ausschlaggebend zur Entwicklung der Beziehungen zwischen beiden Ländern beigetragen. Im Jahr 2012 besuchte Bundeskanzlerin Angela Merkel die indonesische Hauptstadt Jakarta und verabschiedete vor Ort mit dem damaligen indonesischen Präsidenten Susilo Bambang Yudhoyono die Jakarta Erklärung, welche das Fundament für eine langfristige, zukünftige Zusammenarbeit zwischen Deutschland und Indonesien legen sollte.
Deutschland genießt in Indonesien einen guten Ruf, hauptsächlich aufgrund der zahlreichen Hilfsmaßnahmen zur Unterstützung des Landes in Krisenzeiten, wie etwa der Bau eines Tsunami-Frühwarnsystems nach der Katastrophe im Jahr 2004, bei dem über 230.000 Menschen in ganz Südostasien ums Leben kamen, oder der deutschen Hilfe nach dem Erdbeben im Jahr 2009.
Für Deutschland ist Indonesien ein wichtiger Partner für den Umgang mit religiösen Fragen, da die Zahl der vor Ort lebenden Muslime so hoch wie in keinem anderen Land der Welt ist.
Außerdem unterstützt Deutschland Indonesien auch in Reformbemühungen für mehr Stabilität in dessen Regierungs- und Verwaltungsstrukturen und Haushalt. Große Unterstützung finden auch Indonesiens weitreichende Pläne im Bereich erneuerbare Energien. Präsident Yudhoyono erhielt viel Anerkennung, als er die Staatsschulden von 80 Prozent auf nur noch 24 Prozent des Bruttoinlandsproduktes senkte.

## Wirtschaftliche Beziehungen
Die wirtschaftlichen Beziehungen zwischen Indonesien und Deutschland gehen auf die 1950er Jahre zurück, als Bremer Autoritäten die Tabakwaren-Produktion in Java und Sumatra begannen. Um das Jahr 1959 entwickelte sich Bremen zum wichtigsten Tabakmarkt für Indonesien in Westeuropa. Bis in die 2000er Jahre entwickelte sich das Handelsvolumen beider Länder von 2,4 auf 4 Milliarden US-Dollar.
Der Handel zwischen Deutschland und Indonesien ist heute trotz leichtem Rückgang noch sehr aktiv. Während Deutschland überwiegend Maschinen, chemische Erzeugnisse, Kommunikations- und andere Formen von Technologie und Medizin nach Indonesien exportiert, importiert Deutschland verschiedene Öle, Textilien, Nahrungsmittel, Schuhe und verschiedene Erze aus Indonesien. Im Jahr 2014 gingen die Exporte nach Indonesien seitens Deutschland um 0,4 Prozent auf rund 3,9 Milliarden US-Dollar und nach Deutschland seitens Indonesien um 5,5 Prozent auf 3,2 Milliarden US-Dollar zurück.

Aktuell sind über 300 deutsche Unternehmen in Indonesien aktiv. Von kleinen Betrieben, bis hin zu den Global Playern wie die BASF, BMW oder Siemens ist alles vertreten. Ein Grund hierfür ist das Label "Made in Germany", welches ein hohes Ansehen in der indonesischen Wirtschaft genießt. So äußerte sich der indonesische Geschäftsmann Hendri Kusdian wie folgt: 
[…] while the prizes for German machines were higher than comparable products other countries, the German-made ones were more dependable.
Die deutsch-indonesische Industrie- und Handelskammer AHK vertritt die Interessen von rund 500 Unternehmen in beiden Ländern und bietet bei der Erschließung von neuen Märkten und der Gründung neuer Unternehmen Beratungen an. Auch viele andere Gesellschaften wie die Germany Trade and Invest GTAI und das German Center Indonesia haben sich dies zur Aufgabe gemacht.
Die Asienkrise im Jahr 1997 setzte dem deutsch-indonesischen Markt nur geringfügig nachhaltige Schäden zu.

## Kultur und Bildung
Die ersten Beziehungen im Bereich Kultur gehen den politischen Beziehungen mehr als 200 Jahre voraus. Bereits im 17. Jahrhundert, mit der Kolonialisierung Indonesiens durch die Holländer, fanden erste Berührungen beider Kulturen statt. So finden sich in der indonesischen Kunst Epochenstile wie die der Romantik, welche hauptsächlich zwischen Ende des 18. bis weit in das 19. Jahrhundert hinein in Europa zu finden war. Namhafte Schriftsteller wie Theodor Fontane und Hermann Hesse befassten sich zu ihrer Zeit mit indonesischen Werken.
Auch die deutsche Kultur selbst findet Anklang in Indonesien, so übernimmt das Goethe-Institut in Jakarta viele Planungsaufgaben für Veranstaltungen und Feste zum Austausch und zur Vermittlung von Kulturen weltweit.
Auch im Bereich der Bildung stehen Indonesien und Deutschland in Zusammenarbeit. Seit dem Ende des Zweiten Weltkriegs studierten knapp 30.000 indonesische Studenten in Deutschland und heute circa 2900 Indonesier an deutschen Hochschulen. Die Deutsche Internationale Schule Jakarta (DIS) ist mit etwa 380 Schülern die größte deutsche Schule in Indonesien. An indonesischen Schulen wird als Fremdsprache neben Hochchinesisch und Japanisch auch Deutsch angeboten. In Indonesien gibt es zurzeit rund 2.400 Studenten, die die deutsche Sprache, das Land und die Kultur studieren.

## Sicherheits- und Verteidigungspolitik
Im Rahmen der Maritime Task Force (MTF) UNIFIL und der militärischen Ausbildungshilfe MAH der Bundesrepublik Deutschland werden indonesischen Truppen bei der Ausbildung ihrer Soldaten und beim Schutz ihrer internen Sicherheit unterstützt. Der Fokus liegt dabei auf Sanitärdiensten und der Ausbildung von Instruktoren in verschiedenen Bereichen.

## Gemeinsame Projekte

### Finanzielle Unterstützung aus Deutschland
Neben den beiderseits profitablen wirtschaftlichen Beziehungen florieren auch die bilateralen Entwicklungskooperationen. So förderte das deutsche Bundesministerium für wirtschaftliche Zusammenarbeit und Entwicklung BMZ diverse Finanz- und Entwicklungsprojekte in Indonesien. Zusammen mit der deutschen Gesellschaft für technische Zusammenarbeit GTZ unterstützt die BMZ seit 1990 Projekte in der sozialen Forstwirtschaft Indonesiens. Gelder in Höhe von 8,7 Millionen Euro (damals 17 Millionen Deutsche Mark) wurden allein in Projekte im Westen von Kalimantan investiert.
Zwischen den Jahren 2010 und 2012 beliefen sich die Hilfsgelder von Deutschland an Indonesien auf 520 Millionen Euro. 2013 waren es 50,5 Millionen Euro, und 2014 waren es weitere 175 Millionen Euro an Hilfsgelder. Diese finanziellen Mittel sollen für die Hauptaugenmerke der deutsch-indonesischen Zusammenarbeit, und zwar die "Nachhaltige Wirtschaftsentwicklung für breitenwirksames Wachstum", "Energie und Klimawandel" und "Gute Regierungsführung und globale Netzwerke" genutzt werden.

### REDD Programm
Um gegen die anhaltende illegale Abholzung des indonesischen Regenwalds, die Übernutzung natürlicher Ressourcen und der damit einhergehenden CO2-Belastung vorzugehen, stehen Indonesien und Deutschland in einer strategischen Partnerschaft. Zu diesem Zweck wurden in den Jahren 2009 bis 2012 Maßnahmen im Rahmen des REDD Programm (Reducing Emissions from Deforestation and Forest Degradation) durchgeführt, um die Umwelt vor Schäden zu schützen. Dem abgeschlossenen REDD Projekt folgte 2013 das REDD+ Projekt, welches Gelder zum Schutz von Wäldern bereitstellt, und das großflächige Pflanzen von Bäumen vorsieht. Das Projekt ist bis heute aktiv.

### Energie und Klimawandel
Ein weiteres Handlungsfeld dieser strategischen Partnerschaft ist die Verringerung der Emissionen durch verstärkte Nutzung von erneuerbaren Energien. Deutschland unterstützt beispielsweise das nationale Erdwärmeprogramm der indonesischen Regierung zu Verringerung des Ausstoßes von Emissionen durch Brandrodung. Für die Zukunft sind weitere Projekte wie die Elektrifizierung von abgelegenen Inseln und die Förderung der nachhaltigen Wasserkraft vorgesehen. Auch im Bereich der Abgasminimierung innerhalb von Städten ist Deutschland mit modellhaften Maßnahmen für klimaschonendes Abfallmanagement beteiligt.

### Wirtschaftliche Entwicklung
Indonesien ist mit seinen rund 276 Millionen Einwohnern (Stand: 2022) das viertgrößte Land der Welt, gemessen an der Anzahl der Einwohner, siehe Liste von Staaten und Territorien nach Einwohnerzahl. Als Schwellenland ist Indonesien trotz seiner hohen Bevölkerungszahl immer noch zu großen Teilen abhängig von Agrarwirtschaft. In Kooperation mit der Deutsch-indonesischen Handelskammer setzt sich Deutschland in Indonesien für eine bedarfsgerechte Berufsausbildung ein, wovon aktuell jährlich rund 10.000 Berufsschüler und -schülerinnen profitieren. Dies soll dazu beitragen die Wirtschaft des Lands anzukurbeln und ihr auf dem Weg zu einer stärkeren und stabileren Zukunft zu verhelfen.

### Regierungsführung und Globale Netzwerke
Deutschland unterstützt Indonesien dabei sich sowohl national, als auch international zu finden. Hauptanliegen der Deutschen ist es, dass die indonesische Regierung eine Regierungsform verabschiedet, die das Land stabiler, seriöser und resistenter gegen Korruption macht. Nicht zuletzt stellen auch die Menschenrechte und die nicht vorhandene Emanzipation der Frau eine große Herausforderung dar.

## Differenzen bezüglich der Todesstrafe
Nachdem in Indonesien im April 2015 zehn Menschen wegen Drogenhandels zum Tode verurteilt wurden, suchte die deutsche Regierung den Kontakt zum Präsidenten Joko Widodo und forderten ihn zu einer Kursänderung auf. Bundesbeauftragter für Menschenpolitik und humanitäre Hilfe Christoph Strässer nahm in einer Erklärung am 27. April 2015 Stellung und äußerte sein Bestürzen gegenüber den Urteilen der indonesischen Regierung.
Die Todesstrafe ist in Indonesien 2012 wieder eingeführt worden und wird auf beinahe regelmäßiger Basis praktiziert. Auf Verbrechen wie Mord, Terrorismus und Drogenhandel sieht das indonesische Gesetz die Todesstrafe vor.

Auch international muss sich die indonesische Regierung aufgrund der regelmäßigen Durchführung der Todesstrafe heftiger Kritik aussetzen. Australiens Regierungschef Tony Abbott zeigte sich angesichts der Hinrichtung von zwei Australiern schockiert und rief seinen Botschafter zu Konsultationen zurück. Auch andere Länder und Organisationen wie die Brasilianische Regierung und Amnesty International kritisierten Indonesien scharf, jedoch bislang ohne Erfolg. Die Brasilianische Regierung sprach von einem: 
„schwierigen Zwischenfall der bilateralen Beziehungen“.
Indonesiens Justizminister Muhammad Prasetyo verteidigte jedoch die Hinrichtungen. So führe Indonesien einen:
„Krieg gegen schreckliche Drogenverbrechen, die das Überleben unseres Landes bedrohen“.
Eine Kursänderung der Regierung im Bezug auf die Todesstrafe ist in absehbarer Zeit nicht zu erwarten.

## Die BRD und die Massaker
Die BRD unterhielt während den 1960er Jahren gute Beziehungen zu Indonesischen Militärs. So ist aus Dokumenten, welche ab 2014 schrittweise veröffentlicht werden, bekannt, dass die Deutsche Botschaft und der BND 1965 in Putschpläne einsehen konnte oder dass Indonesische Beamte im Auftrag des Militärs, Wirtschaftshilfen anfragten. Auch waren die beiden genannten Behörden über die Indonesischen Massaker informiert und hielten dies in Dokumenten fest. Eventuell floss für diese Massaker, welche als Antikommunistisch galten, sogar Gelder von Deutschland an die Indonesischen Militärs. Die Dokumente, welche das belegen könnten, sind jedoch noch unter Verschluss.